# Euphyia cinnamifusa
Euphyia cinnamifusa är en fjärilsart som beskrevs av Louis Beethoven Prout 1939. Euphyia cinnamifusa ingår i släktet Euphyia och familjen mätare. Inga underarter finns listade i Catalogue of Life.